# Cot Basala
Cot Basala är ett berg i Indonesien.   Det ligger i provinsen Aceh, i den västra delen av landet, 1 800 km nordväst om huvudstaden Jakarta. Toppen på Cot Basala är 324 meter över havet.
Terrängen runt Cot Basala är huvudsakligen kuperad, men åt nordväst är den platt. Terrängen runt Cot Basala sluttar norrut.Runt Cot Basala är det ganska glesbefolkat, med 30 invånare per kvadratkilometer. I omgivningarna runt Cot Basala växer i huvudsak städsegrön lövskog.